# Prix du Calvados (trot)
Le Prix du Calvados est une course hippique de trot monté qui se déroule au mois de janvier sur l'hippodrome de Vincennes.
C'est une course de Groupe II internationale réservée aux chevaux de 4 à 11 ans, ayant gagné au moins 130 000 €.
Elle se court sur la distance de 2 850 mètres (grande piste). Elle était de 2 175 mètres avant 2010. L'allocation s'élève à 120 000 €, dont 54 000 € pour le vainqueur.

## Palmarès depuis 1956
| Année | Vainqueur          | Pays   | Père             | Jockey                   | Entraîneur              | Distance | Réd.km |
| ----- | ------------------ | ------ | ---------------- | ------------------------ | ----------------------- | -------- | ------ |
| 2025  | Gazelle de Val     | France | Viking de Val    | Mathieu Mottier          | Éric Lambertz           | 2 850 m  | 1'14"2 |
| 2024  | Gold Voice         | France | Jag de Bellouet  | Mathieu Mottier          | Fabrice Souloy          | 2 850 m  | 1'12"9 |
| 2023  | Fantaisie          | France | Un Mec d'Héripré | François Lagadeuc        | Nicolas Bridault        | 2 850 m  | 1'12"2 |
| 2022  | Fantaisie          | France | Un Mec d'Héripré | François Lagadeuc        | Nicolas Bridault        | 2 850 m  | 1'12"8 |
| 2021  | Fado du Chêne      | France | Singalo          | Paul-Philippe Ploquin    | Julien Le Mer           | 2 850 m  | 1'12"5 |
| 2020  | Bilibili           | France | Niky             | Alexandre Abrivard       | Laurent-Claude Abrivard | 2 850 m  | 1'13"  |
| 2019  | Bilibili           | France | Niky             | Alexandre Abrivard       | Laurent-Claude Abrivard | 2 850 m  | 1'12"4 |
| 2018  | Bilibili           | France | Niky             | Alexandre Abrivard       | Laurent-Claude Abrivard | 2 850 m  | 1'13"  |
| 2017  | Bellissima France  | France | Blue Dream       | Matthieu Abrivard        | Matthieu Abrivard       | 2 850 m  | 1'13"6 |
| 2016  | Texas de l'Iton    | France | Cygnus d'Odyssée | Franck Nivard            | Hughes Levesque         | 2 850 m  | 1'13"8 |
| 2015  | Uppercut de Manche | France | Neutron du Cébé  | Damien Bonne             | Thierry Raffegeau       | 2 850 m  | 1'13"  |
| 2014  | Ulysse             | France | Love You         | Thomas Levesque          | Mike Lenders            | 2 850 m  | 1'14"1 |
| 2013  | Pinson             | France | Baccarat du Pont | Damien Bonne             | Jean-Michel Bazire      | 2 850 m  | 1'13"5 |
| 2012  | Roi du Lupin       | France | Fleuron Perrine  | Anthony Barrier          | Jean-Paul Marmion       | 2 850 m  | 1'13"3 |
| 2011  | Pinson             | France | Baccarat du Pont | Alexandre Abrivard       | Jean-Michel Bazire      | 2 850 m  | 1'14"  |
| 2010  | Plenty Pocket      | France | Ganymède         | Pierre-Yves Verva        | Joël Van Eeckhaute      | 2 850 m  | 1'14"4 |
| 2009  | Nouba Turgot       | France | Canada           | Éric Raffin              | Franck Anne             | 2 175 m  | 1'12"5 |
| 2008  | Milia Pierji       | France | Viking's Way     | Pierre-Yves Verva        | Patrice Lebouteiller    | 2 175 m  | 1'11"3 |
| 2007  | Mage du Martellier | France | Chef du Chatelet | Franck Nivard            | Régis Perroteau         | 2 175 m  | 1'11"4 |
| 2006  | Litya de Bosens    | France | Calife des Noués | Matthieu Abrivard        | Joël Hallais            | 2 175 m  | 1'12"3 |
| 2005  | Vasterbö Daylight  | Suède  | Spotlite Lobell  | Louis Baudron            | Jarmo Niskanen          | 2 175 m  | 1'11"1 |
| 2004  | Jomo du Rib        | France | Tarass Boulba    | Jean-Loïc-Claude Dersoir | Joël Hallais            | 2 175 m  | 1'12"8 |
| 2003  | Iboraqui           | France | Quiton du Coral  | James Lebouteiller       | Christian Bigeon        | 2 175 m  | 1'14"1 |
| 2002  | Glorieuse du Bois  | France | Tarif du Bois    | Michel Lenoir            | Jacques Bruneau         | 2 175 m  | 1'13"6 |
| 2001  | Hibiscus du Rib    | France | Quiton du Coral  | Jean-Loïc-Claude Dersoir | Joël Hallais            | 2 175 m  | 1'14"3 |
| 2000  | Frascati           | France | Réel Chouan      | Michel Lenoir            | Jean Roussel            | 2 175 m  | 1'14"6 |
| 1999  | Fan Quick          | France | And Arifant      | Laurent-Claude Abrivard  | Laurent-Claude Abrivard | 2 175 m  | 1'15"4 |
| 1998  | Dream With Me      | France | Tarass Boulba    | François Roussel         | Alain Roussel           | 2 200 m  | 1'15"9 |
| 1997  | Costa du Bouffey   | France | Okwo             | Michel Lenoir            | Michel Lenoir           | 2 175 m  | 1'16"2 |
| 1996  | Anita de la Vallée | France | Le Loir          | Jean-Marie Monclin       | Laurent-Claude Abrivard | 2 200 m  | 1'16"5 |
| 1995  | Balzac             | France | Niflosac         | Pierre Levesque          | Bertrand de Folleville  | 2 175 m  | 1'18"1 |
| 1994  | Vive Ludoise       | France | Kronos du Vivier | Jean-Claude Hallais      | Jean-Claude Hallais     | 2 200 m  | 1'15"2 |
| 1993  | Une Fleur          | France | Degel            | Lionel Lequeux           | Jacques-André Fribault  | 2 275 m  | 1'16"7 |
| 1992  | Une Fleur          | France | Degel            | Lionel Lequeux           | Jacques-André Fribault  | 2 300 m  | 1'18"1 |
| 1991  | Reine du Corta     | France | Ura              | Michel Lenoir            | Alain Roussel           | 2 325 m  | 1'17"8 |
| 1990  | Reine du Corta     | France | Ura              | Michel Lenoir            | Alain Roussel           | 2 325 m  | 1'15"9 |
| 1989  | Olvera             | France | Ura              | Alain Laurent            | Claude Campain          | 2 325 m  | 1'16"9 |
| 1988  | Prince Atout       | France | Seddouk          | Michel Lenoir            | Alain Roussel           | 2 300 m  | 1'18"  |
| 1987  | Prince Atout       | France | Seddouk          | Michel Lenoir            | Alain Roussel           | 2 300 m  | 1'17"2 |
| 1986  | Le Cocher          | France | Bellouet         | Alain Laurent            | Alain Laurent           | 2 300 m  | 1'18"3 |
| 1985  | Luga               | France | Quioco           | Yves Dreux               | Bernard Desmontils      | 2 300 m  | 1'18"6 |
| 1984  | Mirande du Cadran  | France | Sabi Pas         | Pierre Levesque          | Henri Levesque          | 2 250 m  | 1'19"3 |
| 1983  | Last Winner        | France | Niky des Etangs  | Jacques-Maurice Riaud    | Michel Testu            | 2 250 m  | 1'20"7 |
| 1982  | Iris de Vandel     | France | Ura              | Philippe Gillot          |                         | 2 250 m  | 1'17"9 |
| 1981  | Idée Baroque       | France | Quirinus III     | Yves Dreux               | Yves Dreux              | 2 250 m  | 1'19"4 |
| 1980  | Gosse d'Harcouel   | France | Tivaso P         | Jean-Claude Hallais      | Jean-Claude Hallais     | 2 250 m  | 1'19"2 |
| 1979  | Gaie Matine        | France | Vigan            | Alain Sionneau           |                         | 2 250 m  | 1'20"1 |
| 1978  | Gaubasco           | France | Vasco            | Michel-Marcel Gougeon    |                         | 2 250 m  | 1'19"4 |
| 1977  | Fermi              | France | Ursin L          | Yves Martin              |                         | 2 250 m  | 1'19"6 |
| 1976  | Égyptia            | France | Nivôse           | Pierre Giffard           |                         | 2 250 m  | 1'20"2 |
| 1975  | Angélica III       | France | Nivôse           | Georges Bouin            |                         | 2 250 m  | 1'20"3 |
| 1974  | Vent de l'Histoire | France | Hoaro            | André Reine              |                         | 2 250 m  | 1'19"4 |
| 1973  | Vestalat           | France |                  | Gérard Mascle            |                         | 2 250 m  | 1'20"4 |
| 1972  | Voltaire H         | France | Le Juge W        | Michel-Marcel Gougeon    |                         | 2 250 m  | 1'18"4 |
| 1971  | Uniflore D         | France | Nolten L         | François Brohier         |                         | 2 250 m  | 1'19"  |
| 1970  | Thaïs C            | France | Abner            | René Fabre               |                         | 2 250 m  | 1'19"5 |
| 1969  | Son Idylle P       | France | Fandango         | Jean Mary                |                         | 2 250 m  | 1'21"1 |
| 1968  | Sadoc              | France | Abner            | Jean Mary                |                         | 2 250 m  | 1'19"6 |
| 1967  | Quel Ramier        | France | Vermont          | Jean Mary                |                         | 2 250 m  | 1'21"  |
| 1966  | Picardy            | France | Quinio           | D. Della Roca            |                         | 2 250 m  | 1'20"3 |
| 1965  | Paléo              | France | Fandango         | André Rouer              |                         | 2 250 m  | 1'20"9 |
| 1964  | Nyam Nyam          | France | Varus            | Michel-Marcel Gougeon    |                         | 2 250 m  | 1'20"8 |
| 1963  | Le Juge W          | France | Vermont          | André Rouer              |                         | 2 250 m  |        |
| 1962  | Miss des Ramiers   | France | Atus II          | Jean Mary                |                         | 2 250 m  | 1'19"7 |
| 1961  | Katima             | France |                  | Pierre Giffard           |                         | 2 250 m  | 1'22"8 |
| 1960  | Hoca               | France | Janus            | Jean Mary                |                         | 2 250 m  | 1'21"8 |
| 1959  | Hoca               | France | Janus            | Jean Mary                |                         | 2 250 m  | 1'22"8 |
| 1958  | Houlgate           | France |                  | Yves Réaud               |                         | 2 250 m  | 1'24"  |
| 1957  | Hésione D          | France | Atus II          | Michel-Marcel Gougeon    |                         | 2 250 m  | 1'22"9 |
| 1956  | Héléagnus B        | France | Aristo           | Bernard Simonard         |                         | 2 250 m  | 1'23"9 |

## Sources
- Pour les conditions de course et les dernières années du palmarès : site de la SETF
- Pour les courses plus anciennes : archives des quotidiens  (Ouest-France, Sud-Ouest…)